# Rimuginio
Con il termine rimuginio (o ruminazione), in psicologia si intende un fenomeno mentale caratterizzato da ripetitività e pervasività. Secondo l'orientamento cognitivo, questa attività è fonte di attivazione emotiva ansiosa vissuta spesso con disagio dalla persona. Inoltre, si può identificare il processo rimuginativo come un evento con determinate caratteristiche cognitive, tra cui netta predominanza del pensiero negativo, evitamento cognitivo e interdizione dell'elaborazione emotiva. 
Quindi, il rimuginio è una forma di pensiero che può o meno essere patologico. La linea che determina la patologicità di questa attività mentale è relativa al fatto che la persona rimane invischiata nei suoi ragionamenti senza produrre alcun comportamento utile e funzionale, mantenendo le emozioni negative ad essa associate.
Nelle persone affette da disturbo depressivo, il rimuginio ad alta intensità è associato a una scarsa abilità di apprendere dalle emozioni. Ciò avviene anche in virtù del fatto che l'enterocezione corporea che raccoglie i feedback emozionali non funziona correttamente in queste persone.

## Scopi e funzioni del rimuginio
In termini psicologici, uno scopo (di vita) è un obiettivo di vita da raggiungere, che può avere una rilevanza diversa rispetto al funzionamento della persona che lo insegue, ma soprattutto in base alla posizione gerarchica assegnatagli. Ogni comportamento umano è orientato ad uno scopo, o all'evitamento di un "antiscopo" (tutto ciò che rappresenta il polo opposto a quello positivo da raggiungere).
Secondo questa visione, anche rimuginare serve per raggiungere una serie di scopi di vita. Il rimuginio ha una serie di funzioni che a prima vista potrebbero sembrare adattive e funzionali, quindi utili. Tuttavia, a lungo termine gli effetti dell'attività mentale così strutturata mantengono il problema, lo alimentano e determinano la comparsa di emozioni negative, come per esempio l'ansia Perciò la persona che rimugina percepisce, in prima battuta, una serie di benefici diretti e indiretti, tra i quali:
- Riduzione dell'ansia somatica: in questo caso, rimuginare porta all'abbassamento dell'ansia percepita, poiché contribuisce, inizialmente, a diminuire le preoccupazioni date dal problema considerato a causa delle notevoli quantità di soluzioni che possono essere trovate. Tuttavia, le soluzioni non possono essere messe in atto, poiché non c'è la possibilità di farlo oppure perché l'attività rimuginatoria blocca la persona dal prendere contatto con le proprie emozioni di paura, le quali sottendono il rimuginio[7].
- Risoluzione dei problemi: apparentemente, sembra che rimuginare porti ad una serie di conclusioni pratiche su come risolvere il problema presentato. In realtà, il rimuginio patologico non porta a soluzioni concrete, ma, come una spirale, gira intorno al problema senza concludere nulla in termini di comportamento.
- Scudo emozionale: termine che fa riferimento alla sensazione di costante preoccupazione vissuta da chi rimugina. Lo stato in cui si entra, viene percepito come utile e funzionale ai fini di mantenere alta la guardia davanti all'eventualità che si verifichi il problema temuto. Così facendo, al contrario, aumenta l'ansia e peggiora il problema.
- Distrazione: intesa come distrazione da un evento considerato maggiormente catastrofico rispetto a quello su cui si concentra l'attività rimuginatoria. Alcuni studi[8] hanno rivelato che le persone che mettono in atto questo stile di pensiero hanno maggiori pensieri fonte di preoccupazione e ansia. Così, le persone applicherebbero il rimuginio per evitare di entrare in contatto con le preoccupazioni più gravi, rimanendo bloccati su quella di minor intensità emotiva.

## Esempi di rimuginio
L'attività rimuginativa è anche caratterizzata da forte intolleranza nei confronti dell’incertezza. Pertanto, i pensieri che la caratterizzano sono orientati principalmente verso il futuro, allo scopo di prevenire un problema o di anticiparne la soluzione. Tuttavia, i pensieri rimuginativi possono essere orientati anche verso il passato. In questo caso, la persona tende a ricercare nelle sue azioni eventuali errori. Infatti, non è raro che chi rimugina passi in rassegna tutte le strade possibili e immaginabili, utilizzando una forma di pensiero tipica: "Se avessi.... allora sarebbe potuto succedere". In generale, alcuni esempi di rimuginio possono essere:
- Se avessi fatto in questo modo, probabilmente sarebbe andata diversamente (verso il passato);
- Potrei aver sbagliato a dire quelle cose. Probabilmente gli altri avrebbero reagito in modo diverso se... (verso il passato);
- Se dovesse succedere come la penso io, sarò pronto ad affrontare il problema (verso il futuro).